# باشگاه فوتبال بیزینگ‌استوک تاون
باشگاه فوتبال بیزینگ‌استوک تاون (به انگلیسی: Basingstoke Town Football Club) یک باشگاه فوتبال در شهر بیزینگ‌استوک، کشور انگلستان است که در سال ۱۸۹۶ میلادی تأسیس شده‌است.